# Station de Saint-Pierre-et-Miquelon
 (mars 2025).
La station de Saint-Pierre-et-Miquelon est une station au sol française d'antennes paraboliques située sur l'archipel du même nom, à 25 km au large des côtes canadiennes de l'île de Terre-Neuve, en Amérique du Nord. Elle est utilisée pour les communications avec les satellites d'observation de la Terre, principalement dans le cadre de la mise en œuvre des systèmes européens de positionnement par satellites Galileo et EGNOS.
Implantée sur une emprise de l'aéroport international de Saint-Pierre Pointe-Blanche appartenant à l'État et géré par la DGAC, elle est l'une des 19 stations de capteurs au sol (GSS, Galileo Sensor Station) du segment terrestre de Galileo, et la seule du continent nord-américain. Elle est chargée de collecter et d'envoyer en temps réel les données de mesure du SIS Galileo aux centres de contrôles (GCC) de l'Agence de l'Union européenne pour le programme spatial basés à Oberpfaffenhofen (Allemagne) et Fucino (Italie),,. 
Elle ne doit pas être confondue avec la station de suivi de la trajectoire du CNES, dédiée aux lanceurs Ariane, située à proximité du phare de Galantry, rendue hors-service depuis le 16 février 2025. 

## Historique

### La stationGalileo
Le 14 septembre 2012, le conseil exécutif de la collectivité territoriale de Saint-Pierre-et-Miquelon rend un avis favorable pour la demande de construction des locaux techniques de la station par la DGAC, saluant « le choix de Saint-Pierre-et-Miquelon pour l'installation d'un site permanent Galileo », permettant de garantir l'indépendance de l'Union européenne vis-à-vis d'autres dispositifs existants, « et plus particulièrement le GPS américain ». La création de cette station GSS a fait l'objet d'un contrat conclu entre l'Agence spatiale européenne et un prestataire de services. 
Le 5 mai 2023, le ministre délégué chargé des Outre-mer Jean-François Carenco visite la station. 

### Projet d'une station RIMS EGNOS V3
En juin 2018, la Commission européenne approuve le déploiement à Saint-Pierre-et-Miquelon d'une station dite « RIMS » (Ranging & Integrity Monitoring Stations), dédié à l'infrastructure EGNOS V3, en remplacement du site actuel de Moncton, au Canada, et unique site EGNOS d'Amérique du Nord. Un enjeu de sécurité du nouveau programme EGNOS V3 avait été mis en avant pour le déplacement du Canada vers un territoire français, les experts en sécurité de l'Union européenne recommandant le déploiement de cette infrastructure sur un des territoires de l'Union. 
Le 26 octobre 2020, le conseil exécutif de la collectivité territoriale de Saint-Pierre-et-Miquelon, dans l'attente du Schéma territorial d’aménagement et d’urbanisme en cours d'élaboration, émet un avis défavorable sur la demande d'autorisation de construire des bâtiments techniques dédiés à la future station RIMS de trois antennes du programme EGNOS V3 sur une parcelle appartenant à l'État, jouxtant le site Galileo. 
Le 10 mai 2021, le contrat d'une valeur de 2 457 363 € est signé entre l'Union européenne, via son Agence de l'Union européenne pour le programme spatial (EUSPA), et la DGAC ainsi que son service de l'Aviation civile (SAC) de Saint-Pierre-et-Miquelon à l'issue d'un appel à projets. Un avis de marché pour la sécurité du site est publié le 5 janvier 2023,. 